# Llinatge dels Umbert
Els Umbert foren un important llinatge feudal català, assentat a les comarques del que avui serien el Vallès Oriental, la Selva, l'Alt Maresme i el Gironès. Els Umbert van anar canviant el seu cognom segons es desplaçava el seu centre de residència i feu de poder.

## Orígens
El primer membre conegut del llinatge és Odó de Sesagudes, vinculat al castell del mateix nom. Però és a partir de la seva muller Girberga i el seu fill Umbert (o Humbert segons la transcripció) que el nom passarà a ser cognom. Cognom que alternativament és simultanejat amb el de Montseny, perquè el poder feudal de la família estava lligat a la mencionada muntanya.

## Escut d'armes
En camp de sable, mont floronat d'argent. Les armes dels Umbert, són presents a l'escut de Fogars de Montclús.

## Línia troncal dels Umbert (barons)
- Odó de Sesagudes
- Umbert Odó
- Guillem Umbert I de Montseny
- Guillem Umbert II de Montseny
- Riembau I de Montseny
- Guillem Umbert III de Montseny
- Guillem I de Montclús
- Guillem II de Montclús
- Riembau II de Montclús

A partir de Riembau II, el títol del baró passa al llinatge dels Cabrera. No es tenen referències de la descendència ni fi d'en Riembau, pel que el llinatge directe finalitza en aquest.